# Wienerfilharmonikernas nyårskonsert 1957
Wienerfilharmonikernas nyårskonsert 1957 räknas som den 17:e nyårskonserten från Wien och ägde rum den 1 januari 1957 i Wiens Musikverein. Den dirigerades för tredje gången av Willi Boskovsky.

## Historia
Strikt räknat var det Wienerfilharmonikernas tolfte nyårskonsert, eftersom det inte var förrän 1946 som Josef Krips introducerade denna titel, som behölls 1947 och därefter. Dessutom var det den 18:e Årsskifteskonserten, för vid årsskiftet 1939/40 gavs det en Außerordentliches Konzert (extraordinär konsert) av Wienerfilharmonikerna, som dock ägde rum på nyårsafton 1939. Från 1941 dirigerades den av Clemens Krauss, med undantag för åren 1946 och 1947 då Krauss förbjöds att dirigera på grund av sin närhet till nazistregimen och ersattes av Josef Krips.
Efter Clemens Krauss död 1954 valdes Willi Boskovsky enhälligt av orkestermedlemmarna till positionen som permanent dirigent för Nyårskonserten, som han dirigerade för första gången 1955 (och fram till 1979). Willi Boskovsky är ihågkommen för att han dirigerade om inte hela, så åtminstone stora delar av konserten (mestadels valserna), med violinstråken och fiolen vilande på höften och upprepade gånger med sitt fiolspel förmådde orkestern att anamma hans speciella spelstil
förde den till hakan för att överföra sin egen violinrelaterade fart till orkestern.

## Program
Programmet innehöll endast verk som redan hade varit en del av tidigare nyårskonserter med Wienerfilharmonikerna.
- Josef Strauss: Mein Lebenslauf ist Lieb’ und Lust (vals), op. 263
- Josef Strauss: Moulinet-Polka (Polka française), op. 57
- Josef Strauss: Eingesendet (Polka schnell), op. 240
- Josef Strauss: Frauenherz (Polka mazur), op. 166
- Johann Strauss den yngre: Frühlingsstimmen (vals), op. 410
- Johann Strauss den yngre: Éljen a Magyár (Schnell-Polka), op. 332
- Johann Strauss den yngre: Ouvertyr till operetten Waldmeister
- Johann Strauss den yngre och Josef Strauss: Pizzicato-Polka
- Johann Strauss den yngre: Geschichten aus dem Wienerwald (vals), op. 325
- Johann Strauss den yngre: Auf der Jagd (Polka schnell), op. 373
- Johann Strauss den yngre: Perpetuum mobile (Musikalischer Scherz), op. 257

Verkförteckningen och verkens ordning finns på Wienerfilharmonikernas webbplats.